# Schwedische Fußballnationalmannschaft/Europameisterschaften
Der Artikel beinhaltet eine ausführliche Darstellung der schwedischen Fußballnationalmannschaft bei Europameisterschaften. Schweden richtete die EM-Endrunde 1992 aus und nahm dadurch erstmals an einer Endrunde teil. Für die Endrunde 2000 qualifizierte sich Schweden erstmals sportlich und ist seitdem Stammgast bei der Endrunde. Schweden liegt als einzige Mannschaft mit nur sieben Teilnahmen auf dem 13. Platz der ewigen Rangliste der Endrunden.
Schweden nahm bisher siebenmal an der Europameisterschaftsendrunde teil, einmal als automatisch qualifizierter Gastgeber bei acht Teilnehmern, viermal bei 16 und zweimal bei 24 Teilnehmern. Das beste Ergebnis war die Halbfinalteilnahme als gastgebende Mannschaft 1992, im selben Jahr nahm sie erstmals an einer Endrunde teil.
| Jahr | Gastgeberland           | Teilnahme bis …    | Letzte(r) Gegner                | Ergebnis | Trainer                        | Bemerkungen und Besonderheiten |
| ---- | ----------------------- | ------------------ | ------------------------------- | -------- | ------------------------------ | --- |
| 1960 | Frankreich              | nicht teilgenommen |                                 |          |                                | |
| 1964 | Spanien                 | nicht qualifiziert |                                 |          |                                | Im Viertelfinale am Titelverteidiger und späteren Vizeeuropameister UdSSR gescheitert. |
| 1968 | Italien                 | nicht qualifiziert |                                 |          |                                | In der Qualifikation an Bulgarien gescheitert, das aber ebenfalls die Endrunde nicht erreichte. |
| 1972 | Belgien                 | nicht qualifiziert |                                 |          |                                | In der Qualifikation am Titelverteidiger Italien gescheitert, das aber ebenfalls die Endrunde nicht erreichte. |
| 1976 | Jugoslawien             | nicht qualifiziert |                                 |          |                                | In der Qualifikation am späteren Gastgeber und Vierten Jugoslawien gescheitert. |
| 1980 | Italien                 | nicht qualifiziert |                                 |          |                                | In der Qualifikation am Titelverteidiger und späteren Dritten Tschechoslowakei gescheitert. |
| 1984 | Frankreich              | nicht qualifiziert |                                 |          |                                | In der Qualifikation an Rumänien gescheitert. |
| 1988 | BR Deutschland          | nicht qualifiziert |                                 |          |                                | In der Qualifikation an Italien gescheitert. |
| 1992 | Schweden                | Halbfinale         | Deutschland                     | 4. ∗     | Tommy Svensson                 | |
| 1996 | England                 | nicht qualifiziert |                                 |          |                                | In der Qualifikation an der Schweiz und der Türkei gescheitert. |
| 2000 | Niederlande und Belgien | Vorrunde           | Belgien, Italien, Türkei        | 14. ∗    | Lars Lagerbäck Tommy Söderberg | Nach Niederlagen gegen Co-Gastgeber Belgien im Eröffnungsspiel und Italien sowie einem Remis gegen die Türkei als Gruppenletzter ausgeschieden. |
| 2004 | Portugal                | Viertelfinale      | Niederlande                     | 7. ∗     | Lars Lagerbäck Tommy Söderberg | Niederlage im Elfmeterschießen |
| 2008 | Österreich und Schweiz  | Vorrunde           | Griechenland, Russland, Spanien | 10. ∗    | Lars Lagerbäck                 | Nach einem Sieg gegen Titelverteidiger Griechenland, sowie Niederlagen gegen Russland und den späteren Europameister Spanien als Gruppendritter ausgeschieden |
| 2012 | Polen und Ukraine       | Vorrunde           | Ukraine, England, Frankreich    | 12. ∗    | Erik Hamrén                    | In der Vorrunde wurden die ersten beiden Spiele gegen Co-Gastgeber Ukraine und England verloren, wodurch das Viertelfinale verpasst wurde. Das Spiel gegen Frankreich war nur noch für Frankreich relevant, der schwedische Sieg aber letztlich nur für die Platzierung Frankreichs entscheidend.     |
| 2016 | Frankreich              | Vorrunde           | Irland, Italien, Belgien        | 20. ∗    | Erik Hamrén                    | Nach einem Remis und zwei Niederlagen als Gruppenletzter ausgeschieden. |
| 2021 | Europa                  | Achtelfinale       | Ukraine                         | 10. ∗    | Janne Andersson                | Schweden hatte sich mit der Friends Arena für drei Gruppenspiele und ein Achtel- oder Viertelfinalspiel beworben, wurde aber nicht berücksichtigt. Die Mannschaft qualifizierte sich vorzeitig als Gruppenzweiter. Bei der Endrunde treffen die Schweden auf Spanien, Polen und einen Playoff-Sieger. |
| 2024 | Deutschland             | nicht qualifiziert |                                 |          |                                | In der Qualifikation an Belgien und Österreich gescheitert. |

## Endrunden mit vier Teilnehmern

### EM 1960
Für die Fußball-Europameisterschaft 1960, die noch als „Europapokal der Nationen“ ausgetragen wurde, hatte der Svenska Fotbollförbundet seine Nationalmannschaft nicht gemeldet.

### EM 1964
1964 wollte dann auch die von Lennart Nyman, dem ersten offiziellen Nationaltrainer Schwedens, trainierten Schweden teilnehmen und mussten dazu in der Vorrunde zunächst gegen den Nachbarn Norwegen antreten. Nach einem 2:0 in Oslo, bei dem Örjan Martinsson beide Tore erzielte, reichte ein 1:1 im Rückspiel um das Achtelfinale zu erreichen. Dort trafen sie auf Vize-Europameister Jugoslawien. Nach einem 0:0 in Belgrad wurde das Rückspiel mit 3:2 gewonnen. Im Viertelfinale war dann gegen Titelverteidiger Sowjetunion Endstation. Diesmal mussten die Schweden zuerst daheim antreten und konnten nur ein 1:1 vorlegen. Im Rückspiel verloren sie dann mit 1:3. Nyman blieb zunächst im Amt, nach der verpassten Qualifikation für die WM 1966 – durch ein 1:2 im Heimspiel gegen Deutschland – wurde er aber entlassen.

### EM 1968
1968 wurden dann erstmals Qualifikationsspiele mit mehreren Vierer- und einer Dreiergruppe angesetzt. Schweden, das nun von Orvar Bergmark trainiert wurde, musste in einer Vierergruppe gegen den WM-Dritten Portugal, Bulgarien und Norwegen antreten. Zwar wurde das erste Spiel in Portugal gewonnen und im Rückspiel ein 1:1 erreicht, danach gelang aber nur noch ein Heimsieg gegen Norwegen. Alle anderen Spiele wurden verloren, wodurch es nur zum dritten Platz reichte. Gruppensieger Bulgarien scheiterte dann im Viertelfinale an Italien, das dann die Endrunde ausrichten durfte und zum bisher einzigen Mal den Titel – auch dank Losglück – gewann. Bergmark blieb zunächst im Amt und führte Schweden zur WM 1970, trat dann aber nach dem Vorrundenaus zurück.

### EM 1972
In der Qualifikation für die EM-Endrunde 1972 musste Schweden, das nun von Georg Ericson trainiert wurde, dann gegen Titelverteidiger und Vize-Weltmeister Italien, Österreich und Irland antreten. Die Schweden erreichten in den sechs Spielen je zwei Siege, Remis und Niederlagen, was nur zum dritten Platz reichte. Gruppensieger Italien scheiterte dann im Viertelfinale gegen Belgien, das dann die Endrunde ausrichten durfte und dort Dritter wurde. Ericson blieb aber im Amt und führte Schweden zur WM 1974.

### EM 1976
1976 wurde die Endrunde letztmals mit vier Mannschaften ausgetragen. Schweden, das bei der WM 1974 erst in der zweiten Gruppenphase ausgeschieden war, belegte in der Qualifikationsgruppe 4 hinter Jugoslawien und den punktgleichen Nordiren vor Norwegen wieder nur Platz 3. Dabei verlor Schweden das Heimspiel gegen Nordirland, konnte dort aber gewinnen. Gegen Norwegen wurden beide Spiele gewonnen, gegen Gruppensieger Jugoslawien dagegen beide verloren. Jugoslawien erreichte dann auch die Endrunde und durfte diese ausrichten, wurde aber nur Vierter. Ericson blieb danach zunächst im Amt und führte Schweden zur WM 1978.

## Endrunden mit acht Teilnehmern

### EM 1980
Für die Europameisterschaft in Italien, die erstmals mit acht Mannschaften ausgetragen wurde, mussten die Schweden in der Qualifikation gegen Titelverteidiger Tschechoslowakei, Frankreich und Luxemburg antreten. Schweden konnte nur das Heimspiel gegen Luxemburg gewinnen und wurde erneut nur Dritter. Gruppensieger Tschechoslowakei wurde bei der Endrunde dann Dritter. Ericson trat nach der verpassten Qualifikation zurück, sein Nachfolger wurde Lars Arnesson.

### EM 1984
In der Qualifikation für die Europameisterschaft in Frankreich waren Rumänien, wieder die Tschechoslowakei, Italien und Zypern die Gegner. Während die Italiener überraschend schwach waren und mit dem Ausgang nichts zu tun hatten, lieferten sich Rumänen, Schweden und die Tschechoslowaken ein bis zum letzten Spieltag offenes Rennen, das letztlich die Rumänen durch ein 1:1 in der Tschechoslowakei für sich entschieden, da sie damit einen Punkt mehr hatten als Schweden. Bei der Endrunde spielten sie dann aber keine Rolle. Arnesson blieb zunächst im Amt, nach der verpassten Qualifikation zur WM 1986 übergab er den Trainerposten aber an Olle Nordin.

### EM 1988
Für die EM 1988 hatten sich auch die skandinavischen Staaten Norwegen, Schweden und Dänemark in einer Gemeinschaftsbewerbung beworben, verloren aber bei der Abstimmung über die Vergabe gegen die Bundesrepublik Deutschland. Somit musste Schweden erneut in die Qualifikation und traf dabei auf Italien, Portugal, die Schweiz und Malta. Schweden verpasste die Qualifikation durch ein 1:2 in Italien am letzten Spieltag, womit Italien als Gruppensieger zur EM fuhr und dort das Halbfinale erreichte. Nordin blieb aber im Amt und führte Schweden zur WM 1990, wurde aber nach drei Vorrundenniederlagen entlassen.

### EM 1992
Bei der Wahl des Ausrichters der EM 1992 setzte sich Schweden am 17. Dezember 1988 gegen Spanien durch und war damit auch erstmals qualifiziert. Schweden nutzte die Zeit zwischen der WM und EM für 19 Freundschaftsspiele und reiste dazu sogar erstmals nach Australien. Neun Spiele konnten gewonnen werden, drei endeten remis und sieben wurden verloren, u. a. gegen Weltmeister Deutschland.
Bei der Endrunde war Schweden, das seit 1991 von Tommy Svensson trainiert wurde, dann neben Schottland der einzige Debütant. In ihrem ersten EM-Endrundenspiel trafen sie auf Frankreich, wobei Jan Eriksson das erste EM-Tor für Schweden erzielte, aber nur ein 1:1 erreicht wurde. Im zweiten Spiel gegen Dänemark, das kurzfristig für die suspendierten Jugoslawen nachnominiert wurde, gelang mit einem 1:0 der erste Sieg in einem EM-Spiel. Im letzten Gruppenspiel gegen England gerieten sie zwar bereits nach vier Minuten in Rückstand, konnten das Spiel aber in der zweiten Halbzeit drehen und mit 2:1 als Gruppensieger ins Halbfinale einziehen. Hier trafen sie auf Weltmeister Deutschland und verloren mit 2:3. Svensson blieb im Amt, führte Schweden zur WM 1994 und wurde dort überraschend Dritter.

## Endrunden mit 16 Teilnehmern

### EM 1996
Für die EM 1996, die erstmals mit 16 Mannschaften ausgetragen wurde, mussten sich die Schweden in einer Gruppe mit der Schweiz, der Türkei, Ungarn und Island qualifizieren. Schweden gewann nur in Island und das Heimspiel gegen Ungarn. Damit reichte es nur zum dritten Platz. Gruppensieger Schweiz sowie die Türkei als Gruppenzweiter qualifizierten sich direkt erstmals für die EM-Endrunde, schieden dort aber in der Gruppenphase aus. Svensson blieb weiter im Amt, trat aber nach der verpassten Qualifikation für die WM 1998 zurück.

### EM 2000
Vier Jahre später gelang dann unter Tommy Söderberg die erste sportliche Qualifikation für die EM 2000. In einer Gruppe mit England, Polen, Bulgarien und Luxemburg gewannen die Schweden sieben Spiele und gaben nur beim Remis gegen England einen Punkt ab. Damit waren sie als Gruppensieger direkt qualifiziert, England musste in die Playoffs der Gruppenzweiten. Hier wurde ihnen Schottland zugelost und nach einem 2:0 in Schottland konnte das 0:1 in London verkraftet werden, um ebenfalls die Endrunde zu erreichen.
Bei der Endrunde wurde Schweden in eine Gruppe mit Co-Gastgeber Belgien gelost und bestritt gegen die Belgier das Eröffnungsspiel. Die Schweden verloren nicht nur das Spiel mit 1:2, sondern auch Kapitän Patrik Andersson durch eine Gelb-Rote Karte. Im zweiten Spiel gegen die Türkei kamen sie nur zu einem torlosen Remis. Vor dem letzten Spiel gegen die bereits für das Viertelfinale qualifizierten Italiener bestand aber noch die Chance, mit einem Sieg das Viertelfinale zu erreichen, sofern die Türkei im Parallelspiel nicht zu hoch gegen Belgien gewann. Die Türken taten ihnen dann auch den Gefallen, aber Schweden verlor mit 1:2 gegen Italien und schied damit als Gruppenletzter aus. Söderberg blieb weiter im Amt, teilte sich aber in den folgenden Jahren die Verantwortung mit seinem vormaligen Assistenten Lars Lagerbäck. Beiden gelang es dann Schweden zur WM 2002 zu führen, wo sie im Achtelfinale durch ein Golden Goal ausschieden.

### EM 2004

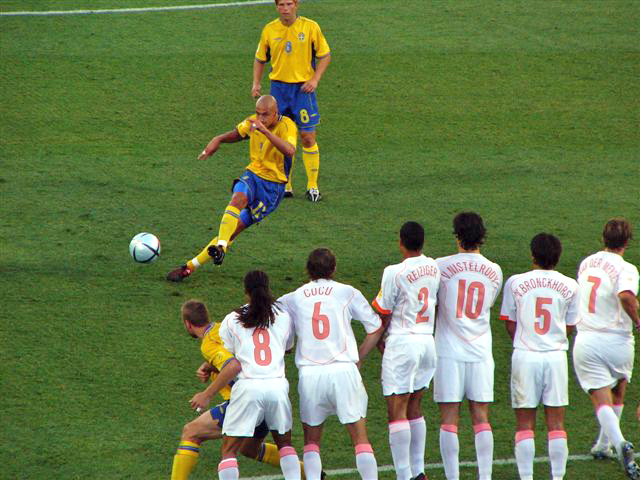
Szene aus dem Viertelfinalspiel gegen die Niederlande

In der Qualifikation für die EM 2004 traf Schweden auf überraschend starke Letten sowie Polen, Ungarn und erstmals San Marino. Schweden gewann fünf Spiele, spielte zweimal remis und verlor nur das letzte Spiele gegen Lettland als die Qualifikation bereits perfekt war. Lettland wurde dadurch Zweiter und konnte sich dann in den Playoffs gegen die Türkei erstmals für ein großes Turnier qualifizieren.
Bei der Endrunde wurde die Schweden in eine Gruppe mit Dänemark, Italien und Bulgarien gelost, das von den Schweden im ersten Spiel mit 0:5 abgefertigt wurde. Danach folgte ein 1:1 gegen Italien, bei dem Zlatan Ibrahimović der Ausgleichstreffer erst fünf Minuten vor Spielende gelungen war. Damit hatten Schweden und Dänen vor dem letzten Spiel beide vier Punkte und ihnen reichte beide ein 2:2, um, egal wie Italien gegen Bulgarien spielte, beide das Viertelfinale zu erreichen. Mit diesem Ergebnis trennten sich dann auch beide, wodurch in den italienischen Medien der Verdacht einer Absprache aufkam. Im Viertelfinale war dann Ex-Europameister Niederlande der Gegner. Da beiden in 120 Minuten kein Tor gelang, musste das Elfmeterschießen entscheiden. Hier schoss zunächst auf schwedischer Seite Zlatan Ibrahimović über das Tor und von den Niederländern Phillip Cocu an den Pfosten. Da ansonsten alle anderen trafen, musste auf jeder Seite ein sechster Spieler ran. Während aber Olof Mellberg am niederländischen Torhüter scheiterte, konnte Arjen Robben als letzter Niederländer treffen. Söderberg überließ anschließend seinem Kollegen Lagerbäck die Alleinverantwortung und wurde Trainer der U-21-Mannschaft. Lagerbäck führte Schweden dann zur WM 2006, wo die Mannschaft im Achtelfinale an Gastgeger Deutschland scheiterte.

### EM 2008

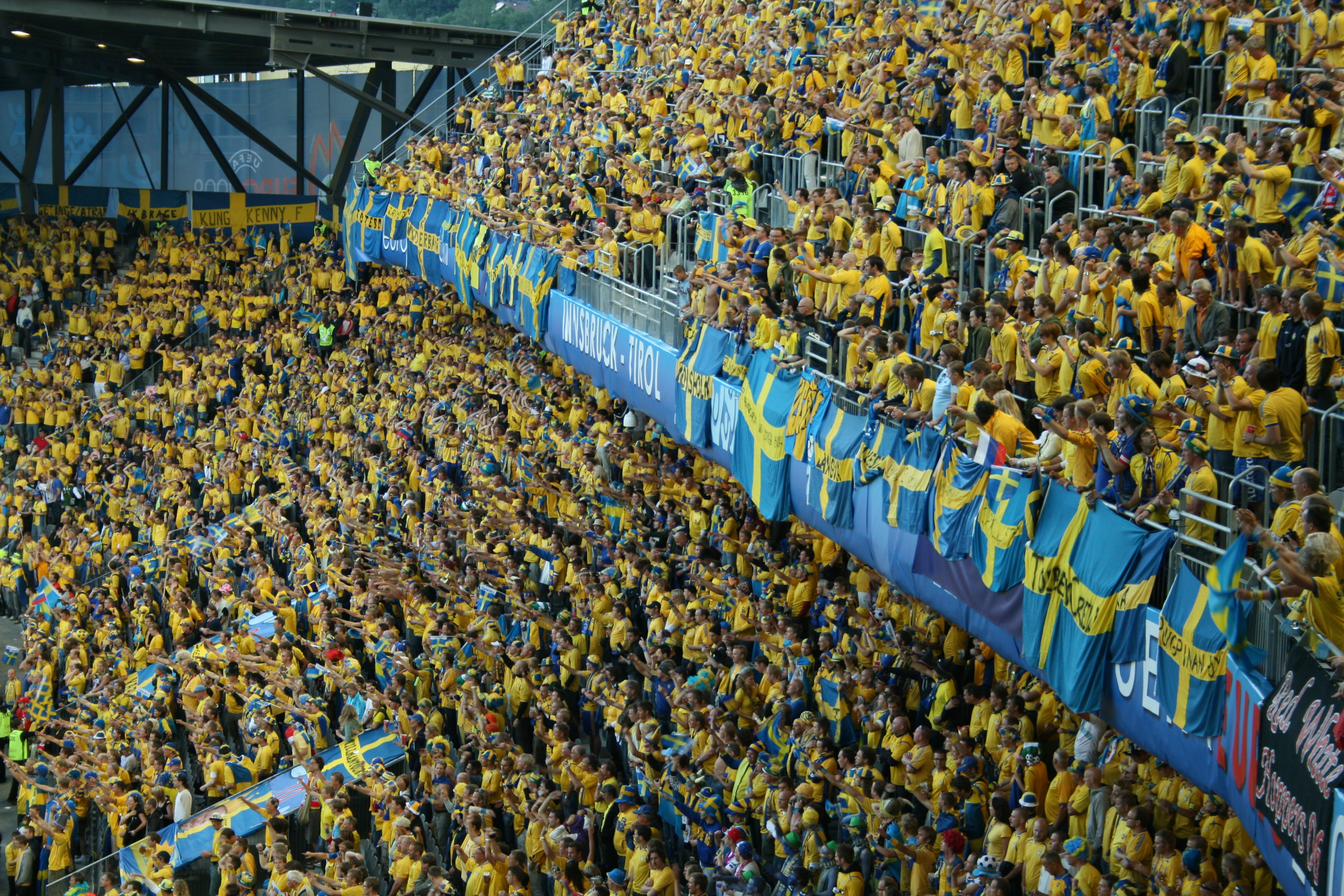
Schwedische Fans in Salzburg

Für die Europameisterschaft 2008 qualifizierten sich die Schweden in einer Qualifikationsgruppe mit Spanien und Nordirland, Dänemark, Lettland, Island und Liechtenstein. Schweden verlor nur zwei Spiele, belegte mit zwei Punkten Rückstand hinter Spanien den zweiten Platz und war damit ebenso wie die Iberer für die Endrunde qualifiziert, bei der sie wieder aufeinander trafen. Weitere Gegner waren Titelverteidiger Griechenland, gegen den der einzige Sieg gelang, sowie Russland. Durch die beiden Niederlagen gegen Spanien und Russland schied Schweden als Gruppendritter aus. Lagerbäck blieb zunächst im Amt, nach der verpassten Qualifikation für die WM 2010 trat er aber zurück und betreute dort erfolglos Nigeria.

### EM 2012

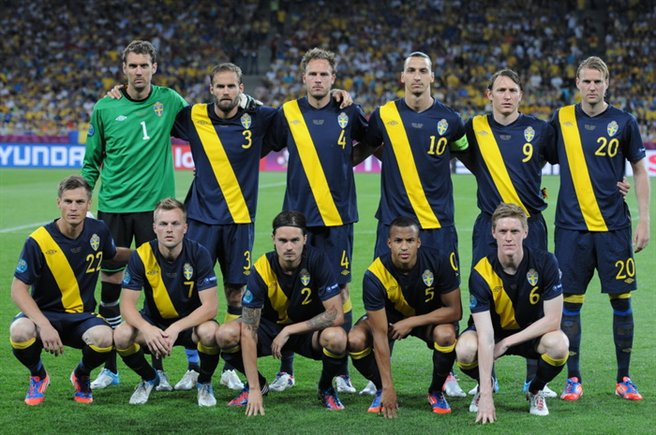
Die Mannschaft vor dem Gruppenspiel gegen die Ukraine

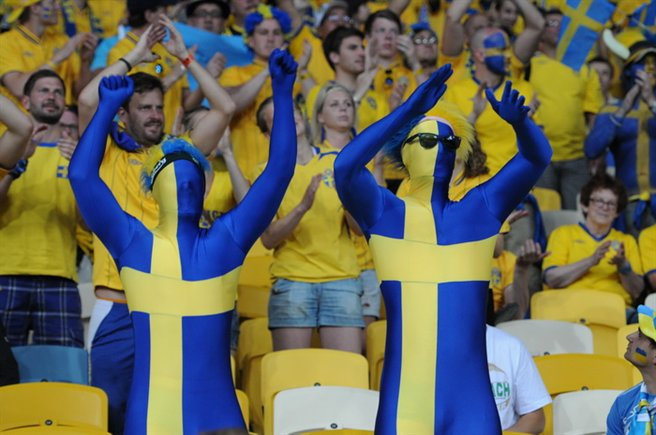
Schwedische Fans bei der Endrunde in Kiew

Für die EM 2012 mussten die nun von Erik Hamrén trainierten Schweden in der Qualifikation gegen die Niederlande, Ungarn, Finnland, Moldau und San Marino antreten. Schweden verlor nur in den Niederlanden und Ungarn, gewann aber alle anderen Spiele und wurde Gruppenzweiter hinter den Niederländern. Als bester Gruppenzweiter waren sie damit direkt für die Endrunde qualifiziert. Im ersten Gruppenspiel trafen sie auf Co-Gastgeber Ukraine und verloren mit 1:2 durch zwei Tore von Andrij Schewtschenko. Im zweiten Spiel gegen England verloren sie nach wechselnden Führungen mit 2:3. Damit hatten sie bereits vor dem letzten Spiel keine Chance mehr, sich für das Viertelfinale zu qualifizieren, gewannen dann aber noch mit 2:0 gegen Frankreich, wurden aber hinter den punktgleichen Ukrainern aufgrund des direkten Vergleichs nur Gruppenletzter. Hamrén gelang es dann zwar auch nicht, die Schweden zur WM 2014 zu führen, er erhielt aber für die EM 2016 eine neue Chance.

## Endrunden mit 24 Teilnehmern

### EM 2016

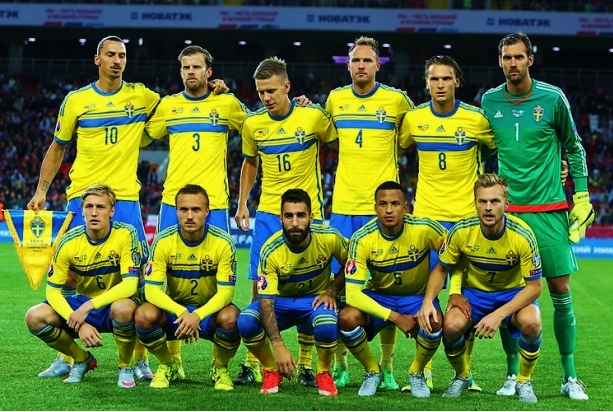
Die schwedische Mannschaft vor dem Qualifikationsspiel gegen Russland am 5. September 2015

An der EM nahmen erstmals 24 Mannschaften teil. Für die Auslosung der Qualifikationsgruppen, die am 23. Februar 2014 erfolgte, waren die Schweden in Topf 2 gesetzt. Schweden wurde in Gruppe G mit Russland gelost und erhielt als weitere Gruppengegner Österreich, Montenegro, Liechtenstein sowie Moldau zugelost.
Die beiden Gruppenersten qualifizierten sich direkt für die EM-Endrunde. Wäre die drittplatzierte Mannschaft bester Gruppendritter geworden, wäre sie ebenfalls direkt qualifiziert. Die übrigen Gruppendritten spielten in Playoffs vier weitere Teilnehmer aus.
Schweden startete mit einem 1:1 in Österreich und mit dem gleichen Ergebnis im Heimspiel gegen die Russen, kam dann nur zu einem knappen 2:0 gegen Liechtenstein und spielte in Montenegro erneut 1:1. Nach einem 2:0 in der Moldau und einem 3:1 gegen Montenegro belegt Schweden vor den abschließenden Spielen im Herbst 2015 den zweiten Platz. Nach einem Sieg gegen Montenegro und Niederlagen in Russland sowie gegen Österreich fiel Schweden aber auf Platz 3 zurück. Da Österreich und Russland sich keine Blöße mehr gaben, reichte es für Schweden trotz Siegen in den restlichen Spielen nur zum 3. Platz und der Teilnahme an den Relegationsspielen der Gruppendritten. Dort war Dänemark der Gegner. Nach einem 2:1-Heimsieg konnte ein 2:2 im Rückspiel verkraftet werden um die Endrunde zu erreichen. Bei der am 12. Dezember 2015 durchgeführten Gruppenauslosung war Schweden Topf 3 zugeordnet und hätte damit auf Gastgeber Frankreich, Titelverteidiger Spanien oder Weltmeister Deutschland treffen können, wurde aber der Gruppe mit Belgien, Italien und Irland zugelost. Nach einem Remis gegen Irland, das Schweden durch ein Eigentor eines irischen Spielers gelang, wurden die beiden anderen Spiele mit 0:1 verloren und damit schieden die Schweden als Gruppenletzte aus. Mit dem EM-Aus endete die Amtszeit von Erik Hamrén als Nationaltrainer, ihm folgte Janne Andersson. Nach 133, 131 bzw. 116 Länderspielen endete auch die Zeit als Nationalspieler für Torhüter Andreas Isaksson, Kim Källström bzw. Rekordtorschütze und zunächst für Kapitän Zlatan Ibrahimovic.

### EM 2021
Schweden hatte sich für die paneuropäische EM mit der Friends Arena in Solna für drei Gruppenspiele und ein Achtel- oder Viertelfinalspiel beworben, wurde aber nicht berücksichtigt. Wie auch die Länder, in denen Spiele stattfinden werden, musste sich auch Schweden qualifizieren. Dabei trafen die Schweden in einer der fünf Sechsergruppen auf Spanien, Norwegen, Rumänien, die Färöer und Malta. Die Schweden gewannen zum Auftakt der Qualifikation mit 2:1 gegen Rumänien, erreichten dann in Norwegen nach 0:2-Rückstand und 3:2-Führung ein 3:3, wobei der Ausgleich in der siebten Minute der Nachspielzeit fiel. Nach einem 3:0 gegen Malta verloren die Schweden in Spanien mit 0:3. Auf den Färöer und Malta wurde jeweils mit 4:0 gewonnen, dazwischen aber nur ein 1:1 daheim gegen Norwegen erreicht. Am drittletzten Spieltag führten sie bis in die Nachspielzeit mit 1:0 gegen Spanien, mussten dann aber in der zweiten Minute der Nachspielzeit noch den Ausgleich hinnehmen, wodurch den Spaniern die vorzeitige Qualifikation gelang. Durch einen 2:0-Sieg in Rumänien konnten sich die Schweden am vorletzten Spieltag aber den zweiten Platz und damit auch die direkte Qualifikation sichern, die mit einem 3:0 gegen die Färöer am letzten Spieltag abgeschlossen wurde.
Bei der Auslosung am 30. November 2019 wurden die Schweden in die Gruppe mit Spanien gelost. Im Frühjahr 2021 erklärte Zlatan Ibrahimovic seinen Rücktritt vom Rücktritt und wurde in der begonnenen Qualifikation für die WM 2022 eingesetzt. Kurz vor der EM verletzte er sich aber, so dass er nicht nominiert werden konnte. Kurz vor der Endrunde wurden die zunächst geplanten Spielorte Bilbao und Dublin gestrichen, da sie keine Zusage für die Zulassung von Zuschauern wegen der COVID-19-Pandemie geben konnten.
Die Schweden spielten zuerst gegen Spanien, gegen das sie in Sevilla statt Bilbao ein torloses Remis erkämpften. Ferner trafen sie in Sankt Petersburg statt Dublin auf Polen und die Slowakei, die sich noch über die Playoffs qualifizieren konnte. Gegen die Slowakei wurde mit 1:0 und gegen Polen mit 3:2 gewonnen, wodurch sie Gruppensieger wurden. Als Gruppensieger traf die schwedische Mannschaft in Glasgow auf einen Gruppendritten. Gegner war die Ukraine. Wie 2012 in der Vorrunde wurde gegen sie mit 1:2 verloren, diesmal aber nach Verlängerung. Dabei musste die schwedische Mannschaft ab der der 100. Minute nach der Roten Karte für Marcus Danielson mit zehn Mann spielen und kassierte das Tor zum 1:2 in der ersten Minute der Nachspielzeit.

### EM 2024
In der Qualifikation trafen die Schweden auf Belgien, Österreich, Aserbaidschan und Estland. Die Schweden konnten nur das Heimspiel gegen Aserbaidschan und die Spiele gegen Estland gewinnen und hatten schon vor dem drittletzten Spiel in Belgien keine Chance mehr, sich zu qualifizieren. Das Spiel am 16. Oktober 2023 wurde nach der 1. Halbzeit beim Stand von 1:1 abgebrochen, nachdem knapp 1,5 Stunden vor Anpfiff des Spiels zwei schwedische Staatsangehörige bei einer Schießerei in der Brüsseler Innenstadt getötet worden waren. Die UEFA entschied, das Spiel mit diesem Stand zu werten. Eine Auswirkung auf die Qualifikation hatte dies nicht, da Belgien zu dem Zeitpunkt bereits qualifiziert war und die Schweden sich selbst bei einem Sieg nicht mehr qualifizieren konnten. Nach dem letzten Spiel trat Nationaltrainer Janne Andersson zurück, der die Mannschaft in 94 Spielen betreut hatte.

## Spieler mit den meisten Einsätzen bei Europameisterschaften

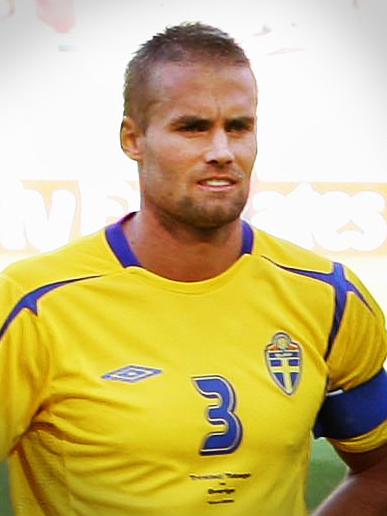
Olof Mellberg, erster Schwede mit vier EM-Teilnahmen

| Spiele | Spieler               | Jahr (Spiele)                          |
| ------ | --------------------- | -------------------------------------- |
| 13     | Zlatan Ibrahimović    | 2004 (4), 2008 (3), 2012 (3), 2016 (3) |
|        | Andreas Isaksson      | 2004 (4), 2008 (3), 2012 (3), 2016 (3) |
|        | Olof Mellberg         | 2000 (3), 2004 (4), 2008 (3), 2012 (3) |
| 12     | Kim Källström         | 2004 (4), 2008 (2), 2012 (3), 2016 (3) |
| 11     | Sebastian Larsson     | 2008 (1), 2012 (3), 2016 (3), 2021 (4) |
| 10     | Freddie Ljungberg     | 2004 (4), 2008 (3), 2012 (3)           |
| 9      | Anders Svensson       | 2004 (3), 2008 (3), 2012 (3)           |
| 8      | Christian Wilhelmsson | 2004 (4), 2008 (1), 2012 (3)           |
| 7      | Joachim Björklund     | 1992 (4), 2000 (3)                     |
|        | Marcus Berg           | 2016 (3), 2021 (4)                     |
|        | Albin Ekdal           | 2016 (3), 2021 (4)                     |
|        | Emil Forsberg         | 2016 (3), 2021 (4)                     |
|        | Victor Lindelöf       | 2016 (3), 2021 (4)                     |
|        | Mikael Lustig         | 2012 (2), 2016 (1), 2021 (4)           |
|        | Henrik Larsson        | 2004 (4), 2008 (3)                     |

## Spieler mit den meisten Toren bei Europameisterschaften
| Tore | Spieler            | Jahr (Tore)                            |
| ---- | ------------------ | -------------------------------------- |
| 6    | Zlatan Ibrahimović | 2004 (2), 2008 (2), 2012 (2), 2016 (0) |
| 4    | Emil Forsberg      | 2021 (4)                               |
| 3    | Tomas Brolin       | 1992 (3)                               |
|      | Henrik Larsson     | 2004 (3), 2008 (0)                     |
| 2    | Jan Eriksson       | 1992 (2)                               |
| 1    | 10 Spieler         |                                        |

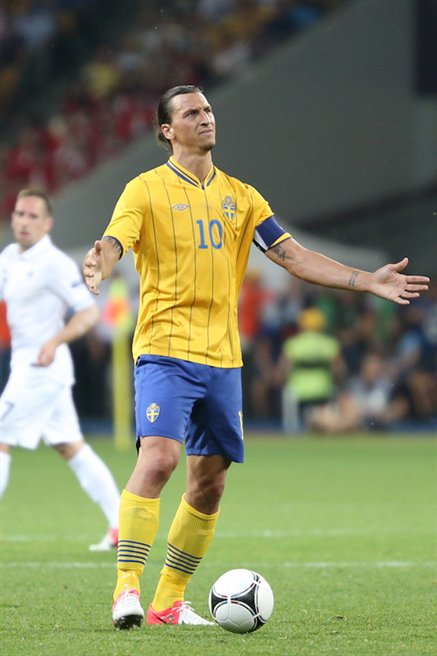
Zlatan Ibrahimović, bester schwedischer EM-Torschütze bei der Euro 2012

Zudem ein Eigentor durch einen irischen Spieler.
Stand: 29. Juni 2021

## Bei Europameisterschaften gesperrte Spieler
- 1992 erhielt Stefan Schwarz im dritten Gruppenspiel die zweite Gelbe Karte und war für das Halbfinale gesperrt.
- 2000 erhielt Kapitän Patrik Andersson im Eröffnungsspiel die Gelb-Rote Karte und war für das zweite Gruppenspiel gesperrt.
- 2004 erhielt Tobias Linderoth im zweiten Gruppenspiel die Gelbe Karte und war für das letzte Gruppenspiel gesperrt. In diesem erhielt Erik Edman ebenfalls die zweite Gelbe Karte und war für das Viertelfinale gesperrt. Zlatan Ibrahimović erhielt dann im Viertelfinale die zweite Gelbe Karte, die aber keinen Effekt hatte, weil Schweden ausschied.
- 2012 erhielt Anders Svensson im dritten Gruppenspiel die zweite Gelbe Karte, da die Schweden ausschieden hatte auch diese keinen Effekt.
- 2021 erhielt Marcus Danielson im Achtelfinale die Rote Karte, da Schweden ausschied hat sie keinen Effekt auf das Turnier, aber evtl. auf die folgenden WM-Qualifikationsspiele.

## Anteil der im Ausland spielenden Spieler im EM-Kader
Traditionsgemäß spielen viele Schweden in europäischen Ligen und daher stellten sie schon im ersten Kader die Hälfte der Spieler, danach waren Spieler der schwedischen Liga nur noch eine kleine Minderheit.
| Jahr (Spiele) | Anzahl (Länder) | Spieler (Einsätze) |
| ------------- | --- | --- |
| 1992 (4)      | 10 (2 in Belgien, 1 in Deutschland, 2 in England, 1 in Italien, 1 in Norwegen, 2 in Portugal, 1 in Spanien) | Kennet Andersson (2), Klas Ingesson (4); Martin Dahlin (4); Anders Limpar (4), Roland Nilsson (4); Tomas Brolin (4); Joachim Björklund (4); Stefan Schwarz (3), Jonas Thern (4); Joakim Nilsson (1) |
| 2000 (4)      | 19 (2 in Dänemark, 2 in Deutschland, 4 in England, 3 in Italien, 1 in Norwegen, 2 in Schottland, 4 in Spanien)                                                                                                 | Anders Andersson (1), Magnus Svensson (2); Patrik Andersson (2), Jörgen Pettersson (2); Tomas Gustafsson (1), Magnus Hedman (3), Freddie Ljungberg (3); Niclas Alexandersson (3), Daniel Andersson (2), Kennet Andersson (3), Yksel Osmanovski (1); Magnus Kihlstedt (0); Henrik Larsson (3), Johan Mjällby (3); Mattias Asper (0), Joachim Björklund (3), Olof Mellberg (3), Gary Sundgren (1)                                                                |
| 2004 (4)      | 19 (1 in Belgien, 3 in Dänemark, 1 in Deutschland, 5 in England, 2 in Frankreich, 1 in Italien, 2 in den Niederlanden, 1 Portugal, 2 in Schottland, 1 in Spanien, 1 in der Türkei)                             | Christian Wilhelmsson (4); Andreas Jakobsson (4) Mattias Jonson (3), Magnus Kihlstedt (0); Teddy Lucic (1); Marcus Allbäck (3), Olof Mellberg (4), Freddie Ljungberg (4), Tobias Linderoth (3), Anders Svensson (3); Pontus Farnerud (0)), Kim Källström (4); Magnus Hedman (0); Zlatan Ibrahimović (4), Erik Edman (3), Petter Hansson (0); Anders Andersson (1); Johan Mjällby (0), Henrik Larsson (4)                                                       |
| 2008 (3)      | 16 (1 in Dänemark, 1 in Deutschland, 5 in England, 3 in Frankreich, 1 in Griechenland, 1 in Italien, 1 in Rumänien, 1 in der Schweiz, 1 in Spanien, 1 in der Türkei)                                           | Marcus Allbäck (1); Markus Rosenberg (2); Andreas Granqvist (0), Andreas Isaksson (3), Sebastian Larsson (1), Freddie Ljungberg (3), Olof Mellberg (3); Johan Elmander (2), Petter Hansson (3), Kim Källström (3); Mikael Nilsson (3); Zlatan Ibrahimović (3); Mikael Dorsin (0); Daniel Majstorović (0); Christian Wilhelmsson (3); Tobias Linderoth (0) |
| 2012 (3)      | 20 (1 in Belgien, 1 in Dänemark, 1 in Deutschland, 3 in England, 1 in Frankreich, 1 in Griechenland, 3 in Italien, 4 in den Niederlanden, 1 in Russland, 1 in Saudi-Arabien, 1 in Schottland, 2 in der Türkei) | Behrang Safari (0); Johan Wiland (0); Markus Rosenberg (2); Sebastian Larsson (3), Jonas Olsson (2), Martin Olsson (3); Kim Källström (3); Olof Mellberg (3); Mikael Antonsson (3), Andreas Granqvist (3), Zlatan Ibrahimović (3); Emir Bajrami (1), Rasmus Elm (2), Andreas Isaksson (3), Ola Toivonen (2); Pontus Wernbloom (1); Christian Wilhelmsson (3); Mikael Lustig (2); Johan Elmander (2), Samuel Holmén (1)                                         |
| 2016 (3)      | 20 (3 in Dänemark, 2 in Deutschland, 3 in England, 1 in Frankreich, 2 in Griechenland, 2 in Italien, 1 in Portugal, 2 in Russland, 1 in Schottland, 1 in der Schweiz, 1 in Spanien, 2 in der Türkei)           | Ludwig Augustinsson, Erik Johansson (3), Robin Olsen; Albin Ekdal (3), Emil Forsberg (3); Sebastian Larsson (3), Martin Olsson (3); Zlatan Ibrahimović (3); Marcus Berg (3), Jimmy Durmaz (2); Oscar Hiljemark, Pontus Jansson; Victor Lindelöf (3); Andreas Granqvist (3), Pontus Wernbloom; Mikael Lustig (1); Kim Källström (3); John Guidetti (2); Andreas Isaksson (3), Erkan Zengin (1)                                                                  |
| 2021 (4)      | 23 (2 in China, 3 in Dänemark, 3 in Deutschland, 5 in England, 3 in Italien, 4 in Russland, 1 in Schottland, 1 in Spanien, 1 in der Türkei)                                                                    | Marcus Danielson (4), Gustav Svensson (1); Pierre Bengtsson (3), Jens Cajuste (1), Karl-Johan Johnsson; Ludwig Augustinsson (4), Emil Forsberg (4), Robin Quaison (4); Pontus Jansson 1, Emil Krafth (4), Victor Lindelöf (4), Robin Olsen (4), Ken Sema 1; Albin Ekdal (4), Dejan Kulusevski (2), Mattias Svanberg; Marcus Berg (4), Viktor Claesson (4), Jordan Larsson, Kristoffer Olsson (4); Filip Helander (1); Alexander Isak (4), Kristoffer Nordfeldt |

Stand: 29. Juni 2021

## Spiele
Schweden bestritt bisher 24 EM-Spiele, davon wurden sieben gewonnen. Sieben Spiele endeten remis, wovon eins in die Verlängerung ging und dann im Elfmeterschießen verloren wurde. Zehn Spiele wurden verloren, davon eins in der Verlängerung. Bisher konnte noch kein K.-o.-Spiel gewonnen werden.
Die Schweden nahmen zweimal am Eröffnungsspiel der EM teil, einmal als Gastgeber und einmal gegen den Co-Gastgeber. Zudem gab es noch ein weiteres Spiel gegen einen Co-Gastgeber und 2021 ein Spiel gegen einen von 11 Gastgebern. Sie spielten zweimal (1992 und 2008 in der Vorrunde) gegen den späteren Europameister und 2008 in der Vorrunde gegen den Titelverteidiger.
Belgien, Dänemark, England, Frankreich (erster Gegner), Italien, Spanien und die Ukraine sind mit zwei Spielen die häufigsten Gegner.
Gegen diese Länder gab es den höchsten Sieg bei einem EM-Turnier:
- Bulgarien: Vorrunde 2004 5:0
- Frankreich: Vorrunde 2012 2:0 (zudem ein 2:0 in der Qualifikation für die WM 1970)

Gegen diese Länder kassierte Schweden die höchste Niederlage bei einem EM-Turnier:
- Russland: Vorrunde 2008 - 0:2 (einzige Niederlage gegen Russland)
- Ukraine: Vorrunde 2012 - 1:2  und Achtelfinale 2021 – 1:2 n. V. (zudem ein 0:1 in einem Freundschaftsspiel)

| Alle EM-Spiele |            |                      |                   |   |                        |                 |                                     |
| Nr.            | Datum      | Ergebnis             | Gegner            |   | Austragungsort         | Anlass          | Bemerkungen                         |
| 1              | 10.06.1992 | 1:1                  | Frankreich        | H | Solna                  | Eröffnungsspiel |                                     |
| 2              | 14.06.1992 | 1:0                  | Dänemark          | H | Solna                  | Gruppenspiel    |                                     |
| 3              | 17.06.1992 | 2:1                  | England           | H | Solna                  | Gruppenspiel    |                                     |
| 4              | 21.06.1992 | 2:3                  | Deutschland       | H | Solna                  | Halbfinale      |                                     |
| 5              | 10.06.2000 | 1:2                  | Belgien           | A | Brüssel (BEL)          | Eröffnungsspiel |                                     |
| 6              | 15.06.2000 | 0:0                  | Türkei            | * | Eindhoven (NED)        | Gruppenspiel    |                                     |
| 7              | 19.06.2000 | 1:2                  | Italien           | * | Eindhoven (NED)        | Gruppenspiel    |                                     |
| 8              | 14.06.2004 | 5:0                  | Bulgarien         | * | Lissabon (PRT)         | Gruppenspiel    | Höchster Sieg gegen Bulgarien       |
| 9              | 18.06.2004 | 1:1                  | Italien           | * | Porto (PRT)            | Gruppenspiel    |                                     |
| 10             | 22.06.2004 | 2:2                  | Dänemark          | * | Porto (PRT)            | Gruppenspiel    |                                     |
| 11             | 26.06.2004 | 0:0 n. V.; 4:5 i. E. | Niederlande       | * | Faro (PRT)             | Viertelfinale   | Letztes Spiel unter Tommy Söderberg |
| 12             | 10.06.2008 | 2:0                  | Griechenland (TV) | * | Salzburg (AUT)         | Gruppenspiel    |                                     |
| 13             | 14.06.2008 | 1:2                  | Spanien           | * | Innsbruck (AUT)        | Gruppenspiel    |                                     |
| 14             | 18.06.2008 | 0:2                  | Russland          | * | Innsbruck (AUT)        | Gruppenspiel    |                                     |
| 15             | 11.06.2012 | 1:2                  | Ukraine           | A | Kiew (UKR)             | Gruppenspiel    |                                     |
| 16             | 15.06.2012 | 2:3                  | England           | * | Kiew (UKR)             | Gruppenspiel    |                                     |
| 17             | 19.06.2012 | 2:0                  | Frankreich        | * | Kiew (UKR)             | Gruppenspiel    |                                     |
| 18             | 13.06.2016 | 1:1                  | Irland            | * | St-Denis (FRA)         | Gruppenspiel    |                                     |
| 19             | 17.06.2016 | 0:1                  | Italien           | * | Toulouse (FRA)         | Gruppenspiel    |                                     |
| 20             | 22.06.2016 | 0:1                  | Belgien           | * | Nizza (FRA)            | Gruppenspiel    | Letztes Spiel unter Erik Hamrén     |
| 21             | 14.06.2021 | 0:0                  | Spanien           | A | Sevilla (ESP)          | Gruppenspiel    |                                     |
| 22             | 18.06.2021 | 1:0                  | Slowakei          | * | Sankt Petersburg (RUS) | Gruppenspiel    |                                     |
| 23             | 23.06.2021 | 3:2                  | Polen             | * | Sankt Petersburg (RUS) | Gruppenspiel    |                                     |
| 24             | 29.06.2021 | 1:2 n. V.            | Ukraine           | * | Glasgow (SCO)          | Achtelfinale    |                                     |

## Rekorde
- Höchste Siege in der Vorrunde: Schweden – Bulgarien (2004), Frankreich – Belgien (1984) und Dänemark – Jugoslawien (1984) alle 5:0
- Erster Trainer bei drei Endrunden: Lars Lagerbäck, zudem 2016 mit Island
- Meiste Einsätze als Schiedsrichter: Anders Frisk 8 - 1996 (Vorrunde), 2000 (2× Vorrunde, Finale), 2004 (2× Vorrunde, Viertel- und Halbfinale)